# 金顕哲
金 顕哲（キム・ヒョンチョル、1901年11月13日 - 1989年1月27日）は、大韓民国の政治家、独立運動家、官僚。本貫は金海金氏。

## 生涯
漢城にて誕生。1917年に京城高等工業学校の鉱山学科を卒業。1929年にバージニア州リンチバーグのリンチバーグ大学を卒業。1932年にコロンビア大学大学院で修士号を取得。
1933年に大韓民国臨時政府の欧米外交委員に就任。1953年に企画部次長、1955年に農林部次官および財務部長官、1956年に復興部長官、1957年に財務部長官を務めた。5・16軍事クーデターも引き続き要職に起用され、1962年に経済企画院長官を務めた。1962年7月10日から1年5ヶ月間は内閣首班を務めた。
1964年に大統領顧問および行政改革委員会委員長を務めた。1964年12月から1967年10月まで駐米韓国大使、1969年に5・16奨学会理事長、1973年から1979年まで憲法委員会委員を務め、1980年に国政諮問委員会委員に委嘱された。1981年に全斗煥政権で再び国政諮問委員会委員に委嘱され、1989年に公職を退いた。

## 叙勲
- 修交勲章 光化章
- 国民勲章 無窮花章